# Fenetylamin

Strukturformel för fenetylamin.

Fenetylamin eller fenyletylamin är en alkaloid och monoamin samt ett derivat av fenetylgruppen. Ämnet förekommer bland annat i människans hjärna där det fungerar som en signalsubstans med så kallad sympatikoton effekt, det vill säga aktiverar system för att möta ökade krav på till exempel fysisk aktivitet eller vid pressade situationer med aktivering av flykt- och kamprespons.
Fenetylamin, C8H11N, kallas också 2-fenetylamin eller beta-fenetylamin (β-PEA). Ämnet förekommer bland annat i kakao, men intag av kakao ger normalt ingen påverkan, eftersom fenetylamin snabbt bryts ned.
Detta beta-fenetylamin är inte narkotikaklassat, läkemedelsklassat eller klassat som hälsoskadlig substans, vilket dock flera andra ämnen i gruppen fenetylaminer är.

## Fenetylaminer

Generell strukturformel för fenetylaminer

Fenetylaminer är en stor grupp av ämnen som liknar fenetylamin, varav en del förekommer naturligt i såväl centrala- som perifera nervsystemet hos däggdjur, exempelvis dopamin (3,4-dihydroxifenetylamin), adrenalin (beta-fenyl-3,4,alfa-trihydroxi-N-metyletylamin) och noradrenalin (beta-fenyl-3,4,alfa-trihydroxietylamin).
I gruppen fenetylaminer ingår också ett antal centralstimulerande och hallucinogena narkotiska preparat, som amfetamin, metamfetamin och MDMA.